# Xylolejeunea crenata
Xylolejeunea crenata là một loài Rêu trong họ Lejeuneaceae. Loài này được (Mont.) X.-L. He & Grolle mô tả khoa học đầu tiên năm 2001.